# Erwin Nuytinck
Erwin Nuytinck (Goes, 17 januari 1994) is een voormalig Nederlands profvoetballer.

## Jeugd
De centrale middenvelder begon zijn carrière bij SSV '65 uit Goes. Hij speelde hier tot zijn elfde, waarna hij werd gescout door een vertegenwoordiger van RBC Roosendaal. Bij deze club sloeg hij enkele jeugdteams over.

## Huidige carrière
Als 16-jarige zit hij nu voor het eerst bij de selectie van RBC Roosendaal. Op 19 november 2010 maakte hij zijn debuut in het eerste elftal in de wedstrijd tegen Helmond Sport. Hij viel in de 77e minuut in. Later in het seizoen raakte hij, opnieuw in een wedstrijd tegen Helmond Sport op 11 februari 2011, geblesseerd aan zijn schouder. Deze moest geopereerd worden. Op 16 juni 2011 werd bekend dat Nuytinck vertrekt naar Excelsior. Een transfer was noodzakelijk vanwege het faillissement van RBC. Door voortslepende blessures kwam Nuytinck slechts tot 6 wedstrijden in het betaalde voetbal. In 2014 maakte hij de overstap naar de amateurs van Alphense Boys.

## Oranje
Nuytinck werd al verscheidene keren opgenomen in de selecties van diverse jeugdelftallen van het Nederlands elftal. Dit was voor de onder de 16, en hedendaags voor onder 17. De laatste interland stond hij op de reservelijst voor deze selectie.

## Clubstatistieken
| Seizoen         | Club            | Duels | Goals | Competitie     |
| --------------- | --------------- | ----- | ----- | -------------- |
| 2010/11         | RBC Roosendaal  | 5     | 0     | Jupiler League |
| 2011/12         | SBV Excelsior   | 1     | 0     | Eredivisie     |
| 2012/13         | SBV Excelsior   | 0     | 0     | Jupiler League |
| 2013/14         | SBV Excelsior   | 0     | 0     | Jupiler League |
| Carrière totaal | Carrière totaal | 6     | 0     |                |